# アリ・ガブル
アリ・ガブル（アラビア語: علي جبر مسعد、ラテン語: Ali Gabr Gabr Mossad、1989年1月10日 - ）は、エジプト・アレクサンドリア出身のサッカー選手。ポジションはDF。

## 経歴
2014年6月、アル・ザマレクと契約を交わし、2014-15シーズンのリーグ優勝に貢献した。
2018年1月29日、ウェスト・ブロムウィッチ・アルビオンFCにシーズン終了までの買い取りオプション付きの期限付き移籍を果たした。

### 代表
2014年6月4日、ジャマイカ代表との親善試合で初召集された。
2018年6月、2018 FIFAワールドカップを戦うエジプト代表の本大会メンバーに選出された。

## 代表歴

### 出場大会
- エジプト代表
  - 2018 FIFAワールドカップ

### 試合数
- 国際Aマッチ 39試合 1得点（2014年-）[2]

| エジプト代表 | 国際Aマッチ | 国際Aマッチ |
| 年           | 出場        | 得点        |
| ------------ | ----------- | ----------- |
| 2014         | 2           | 0           |
| 2015         | 1           | 0           |
| 2016         | 6           | 1           |
| 2017         | 9           | 0           |
| 2018         | 8           | 0           |
| 2019         | 1           | 0           |
| 2020         | 0           | 0           |
| 2021         | 2           | 0           |
| 2022         | 2           | 0           |
| 2023         | 8           | 0           |
| 2024         |             |             |
| 通算         | 39          | 1           |